# Штраус, Давид Фридрих
Давид Фридрих Штраус (нем. David Friedrich Strauß; 27 января 1808, Людвигсбург — 8 февраля 1874) — германский философ, историк, теолог и публицист, родом из Вюртемберга.

## Биография
Родился в семье торговца. Мать воспитала в духе протестантского благочестия. Учился в духовной евангелической семинарии в Блаубейрене (в Вюртемберге), где одним из его учителей был знаменитый богослов, впоследствии основатель тюбингенской школы, Христиан Баур, затем в духовном институте (Stift) при Тюбингенском университете, куда при нём был переведён на кафедру церковной истории Баур, но остальные кафедры были заняты ортодоксальными пиетистами.

### Богословская карьера
Вынесший из дома хорошее знакомство с Библией и сильное религиозное чувство, Штраус долго противился рационалистическому влиянию своего профессора; но изучение трудов Шлейермахера и в особенности Гегеля поколебали его, не настолько, однако, чтобы заставить отказаться от места викария (помощника пастора) в Клейн-Ингерсгейме (в Вюртемберге, в 1830 году).
В 1831 году Штраус был назначен преподавателем еврейского и греческого языков в семинарию в Маульбронне. Там одним из его учеников был Э. Целлер, на всю жизнь оставшийся его другом.
В ноябре 1831 году Штраус оставил место и поехал в Берлин, с целью послушать лекции Гегеля и Шлейермахера. Он прослушал две лекции великого философа, после чего тот скоропостижно скончался от холеры. Во время пребывания в Берлине у Штрауса созрел план и основная идея его работы «Жизнь Иисуса». Он тогда уже ясно сознавал опасность её для него лично, но смело шёл ей навстречу.
В 1832 году он занял место репетитора в богословском институте в Тюбингене и тогда же начал чтение лекций по философии в Тюбингенском университете. Лекции эти сразу создали ему громкую славу.
В 1835—1836 гг. вышла в двух томах его книга «Жизнь Иисуса» (Das Leben Jesu, Тюбинген; 4 изд., 1840), которая произвела чрезвычайно сильное впечатление и на богословов, и на публику, хотя была написана в форме, малодоступной для неспециалистов. Штраус доказывал, что Евангелия несут в себе элементы ненамеренного мифотворчества, возникшего после смерти Иисуса, но до их письменной фиксации, когда истории о Христе передавались из уст в уста и обрастали невероятными подробностями. Мировоззрение Штрауса признавало существование Бога как источника природных законов, но это исключало признание чуда, как того, что враждебно законам природы, а значит и воле Бога. Книга вызвала оживленную и ожесточённую полемику. Книга Штрауса была одним из толчков к разделению школы Гегеля на правых и левых гегельянцев; она же послужила исходным пунктом для создания тюбингенской школы учителем Штрауса, Бауром, опиравшимся на труд своего ученика. Штраус за свою книгу был лишён своего места и перемещен на должность учителя в младших классах в лицей в Людвигсбурге, которую он скоро (1836 году) оставил, чтобы посвятить себя исключительно свободной литературной деятельности. Поселился он в Штутгарте.
В 1837 году он выпустил в свет три брошюры в ответ своим критикам, под общим заглавием «Streitschriften» (Тюбинген). В следующие годы появилось несколько новых работ Штрауса: «Charakteristiken und Kritiken» (Лейпциг, 1839; 2-е изд., 1844); «Ueber Vergängliches und Bleibendes im Christentum» (Альтона, 1839).
В 1839 году Штраус был приглашен на вакантную кафедру богословия в Цюрих. Приглашение состоялось после 3-летней борьбы, имело характер политический и вызвало путч, приведший к падению правительства. Штраус получил отставку, не вступив ещё в должность, с 1000 франками пенсии. Это событие было большим несчастьем для Штрауса и в материальном смысле (литературный заработок его мог быть только крайне скуден, а пользоваться цюрихской пенсией он не считал себя вправе и расходовал её на поддержку различных учебных заведений в родном Людвигсбурге), и ещё более в нравственном, ибо он чувствовал в себе призвание к кафедре и страдал без неё.
В 1840—1841 годах появилось в свет его второе большое сочинение: «Die christliche Glaubenslehre in ihrer geistlichen Entwickelung und im Kampfe mit moderner Wissenschaft» (2 т., Тюбинген), отличающееся чисто полемическим характером.

### Узы брака
В 1842 году Штраус женился на певице Шебест и переселился из Штутгарта в Зоннтгейм (близ Гейльброна). Ко времени его семейной жизни относится ослабление его научной деятельности, но зато период с 1840 по 1844 год представляет расцвет деятельности поэтической.
Штраус хорошо владел стихом и обладал поэтическим чутьем; его поэтические произведения не занимают особенно видного места ни в немецкой поэтической литературе, ни в деятельности самого автора, но всё-таки имеют бесспорные достоинства. Его стихотворения собраны в посмертном сборнике «Das Gedenkbuch» (в 12-м т. «Сочинений»); туда вошли и стихотворения, при жизни Штрауса не напечатанные. После 1844 года падает также и его поэтическая деятельность.
В 1847 году Штраус навсегда разошёлся со своей женой. С этих пор он стал мрачным, раздражительным, склонным к одиночеству; сближение с ним сделалось чрезвычайно трудным, и только с немногими старыми друзьями он поддерживал ещё отношения; позднее он сблизился с Куно Фишером, Гервинусом и некоторыми др. Он не мог оставаться на одном месте и постоянно переселялся из города в город. Зато с 1847 года вновь начинается его научная и литературная работа. После нескольких статей биографического и эстетического содержания он выпустил в свет брошюру, наделавшую страшный шум: «Der Romantiker auf dem Thron der Cäsaren» (Мангейм, 1847) — в ней характеризуется император Юлиан и его ближайшие советники, но так, что в Юлиане всякий легко узнавал тогдашнего короля прусского Фридриха-Вильгельма IV, в советниках Юлиана — Шеллинга, Бунзена и других современных деятелей. Таким образом, эта работа — не историческое исследование, а политический памфлет, в котором Штраус обнаружил, рядом с глубокими историческими знаниями, замечательное искусство политического памфлетиста (впоследствии появилось много подражаний брошюре Штрауса; так, историк Квидде в своём «Калигуле» изобразил императора Вильгельма II).

### Политическая карьера
В 1848 году людвигсбургские либералы предложили Штраусу кандидатуру во франкфуртский парламент: он принял её и сразу из тиши своего учёного кабинета перешёл на арену живой политической борьбы. На выборах во франкфуртский парламент, однако, прошёл его противник пиетист Гофман, но зато Штраус был избран в вюртембергскую палату депутатов (май 1848 года).
Сверх всякого ожидания, в палате он занял промежуточное положение между радикальным большинством и консервативным меньшинством; в особенности резко это сказалось во время прений по поводу расстрела Роберта Блума Виндишгрецем: не защищая Виндишгреца, Штраус возражал против всяких выражений протеста по этому поводу и, таким образом, практически сблизился с консерваторами. Недовольные этим избиратели потребовали от него сложения мандата, что Штраус и сделал, но не сразу, а лишь через несколько недель (декабрь 1848 года).
Как он сам рассказал впоследствии в своей автобиографической записке «Literarische Denkwürdigkeiten» (вошла в его «Kleine Schriften», Лейпциг, 1862), он не обнаружил ораторского таланта: он мог хорошо говорить подготовленные речи, но не был годен для живых парламентских споров. Ещё печальнее для его успеха в парламенте было его желание даже в деталях сохранить свою самостоятельность и нежелание подчиняться партийной дисциплине; впрочем, стать в ряды какой-либо партии было и невозможно для него, ввиду совершенной своеобразности его миросозерцания, в котором причудливым образом крайний радикализм научно-философской мысли переплетался с консерватизмом политических убеждений.

### Литературная жизнь
С 1849 года он вновь исключительно занялся научной работой. Из целого ряда сочинений, написанных им в следующее десятилетие, особенно выдаётся появившаяся в 1858 года биография Ульриха фон Гуттена (русский перевод, СПб., 1897); помимо прежней глубины исторического исследования, он обнаружил в ней значительный чисто литературный талант: речь его дышит здесь глубоким и искренним воодушевлением.
В 1864 году Штраус заново переработал свою первую книгу и выпустил её в свет под названием «Das Leben Jesu für das deutsche Volk bearbeitet» (Лейпциг, 1864; 12 изд., Бонн, 1902). В ней он опирался на труды тюбингенской школы, пользовался отчасти и Ренаном, за год перед тем выпустившим свою знаменитую «Vie de Jésus» (в которой, впрочем, сам находился под сильным влиянием Штрауса), и пытался нарисовать исторический образ Иисуса на основании достоверных сведений. Книга эта не имела того громадного значения, как первая работа на ту же тему; это объяснялось тем, что «Vie de Jésus» Ренана, несмотря на значительно меньшую научность, более нравилась публике, так как давала больше положительных выводов, и нарисованный в ней образ Иисуса являлся гораздо более цельным и полным, чем у Штрауса, исторический скептицизм которого отрицал самую возможность дать такой образ; для специалистов же книга Штрауса давала мало существенно нового.
Дальнейшие работы Штрауса:
- «Der Christus des Glaubens und der Jesus der Geschichte, eine Kritik der Schleiermacherschen Lebens Jesu» (Б., 1865),
- «Die Halben und die Ganzen» (Б., 1865),
- лекция «Lessings Nathan der Weise» (Б., 1865),
- биография Вольтера «Voltaire, sechs Vorträge» (Лейпциг, 1870; изданная на русском языке под редакцией Б. Протопопова книга «Вольтер. По Коллини, Ваньеру, Штраусу и др.», СПб., 1899 г. — на самом деле перевод книги Штрауса с небольшими сокращениями и смягчениями).

В 1870 году Штраус обменялся несколькими тогда же напечатанными письмами с Ренаном по поводу франко-прусской войны. Эти письма дышат ненавистью к развращённой французской нации, немецкой национальной гордостью, преклонением перед Бисмарком и Мольтке и торжеством победы и представляют резкий контраст с гуманными письмами Ренана, в которых Ренан выражает скорбь по поводу торжества варварства над культурой. Письма вошли в состав новых изданий «Kleine Schriften» и переведены на русский язык в приложении к книге Э. Лавелэ «Современная Пруссия» (СПб., 1870).
В 1872 году вышла в свет книга Штрауса «Der alte mid der neue Glaube. Ein Bekenntniss» (Лейпциг, 1872). В ней четыре главы под названиями:
- «Христиане ли мы ещё?»,
- «Имеем ли мы ещё религию?»,
- «Как понимаем мы мир?»,
- «Как устраиваем мы нашу жизнь?»

Книга эта представляет предсмертную исповедь мыслителя. «Мы» в ней — авторское; под ним следует разуметь самого Штрауса и его единомышленников, а не какую-либо более определённую общественную группу. На первый вопрос он отвечает решительным отрицанием. На второй вопрос он отвечает, что никакой догматической религии не признает, а в том немногом, что ещё сохраняет из области религии, стоит на почве совершенно отличной от той, на которой держатся религиозные представления. На третий вопрос он отвечает подробной защитой дарвинизма и материализма; это последний этап в развитии Штрауса, совершенно отличный от того гегельянства, на почве которого он стоял в первых своих трудах.

## Политические убеждения
В своих речах на народных собраниях, которые он издал в сборнике «Sechs theologisch-politische Volksreden» (Штутгарт, 1848), он высказался за свободу слова, за суд присяжных, но вместе с тем, к удивлению многих, — за сохранение монархии и против республиканских стремлений.
Штраус заявляет: «Я буржуа и горжусь этим»; но вместе с тем он желает сохранения дворянства и монархии, которую считает единственно возможной формой культурного человеческого общежития; в интересах сохранения дворянства он отстаивает принцип майората; отрицая равенство между людьми, он с презрением относится к идее социализма; для него «история никогда не перестанет быть аристократкой»; вечный мир в его глазах — иллюзия, и притом нехорошая иллюзия; он противник свободы стачек и горячий защитник смертной казни, радующийся твёрдости Бисмарка при её отстаивании и опасающийся только мягкосердечия императора Вильгельма I, который, пожалуй, будет слишком широко пользоваться своим правом помилования и тем парализует значение этой меры.
Безусловный противник всеобщего голосования, Штраус, вместе с тем, безусловный и горячий сторонник свободы слова, мысли и совести во всех её видах.
Для объяснения его политического консерватизма создавались разные гипотезы; Ланге приводил в причинную связь материализм и консерватизм у Штрауса; Михайловский объяснял консерватизм Штрауса отсутствием каких бы то ни было идеалов.
Критикам своей книги Штраус отвечал брошюрой «Nachwort als Vorwort» (Бонн, 1873; она включена в позднейшие издания книги «Der alte und der neue Glaube»). После смерти Штрауса Целлер издал в 12 т. его «Gesammelte Schriften» (Бонн, 1876—78; собрание не совсем полное, слишком специальные богословские работы в него не вошли; отдельные тома переиздавались потом много раз), позднее он же издал его «Ausgewählte Briefe» (Бонн, 1895).

## Теология
Исходя из принципов гегелевской философии, разбирая содержание источников (главным образом Евангелий) и развивая свою теорию образования мифов, Штраус не отрицал исторического существования личности Иисуса, но находил, что большая часть представлений о нём (Божественность Иисуса, Непорочное зачатие Иисуса, Воскресение, Вознесение) имеет позднейшее происхождение, и пытался выяснить, из каких греческих, еврейских и восточных элементов составились эти представления.